# Tesuque (Novo México)
Tesuque é uma Região censo-designada localizada no estado americano de Novo México, no Condado de Santa Fe.

## Demografia
Segundo o censo americano de 2000, a sua população era de 909 habitantes.

## Geografia
De acordo com o United States Census Bureau tem uma área de 18,0 km², dos quais 18,0 km² cobertos por terra e 0,0 km² cobertos por água. Tesuque localiza-se a aproximadamente 2151 m acima do nível do mar.

## Localidades na vizinhança
O diagrama seguinte representa as localidades num raio de 16 km ao redor de Tesuque.